# Somatoforme stoornis niet anderszins omschreven
De somatoforme stoornis niet anderszins omschreven was een psychische stoornis in de DSM-IV, uit de categorie somatoforme stoornissen. Bij deze stoornis was sprake van lichamelijke klachten die niet afdoende konden worden verklaard door een lichamelijke ziekte, maar die niet voldeden aan de criteria van een andere somatoforme stoornis. Voorbeelden zijn schijnzwangerschap, of de aanwezigheid van onverklaarde lichamelijke klachten die nog geen zes maanden bestaan.

## Kritiek en aanpassingen
Net als bij andere somatoforme stoornissen was een punt van kritiek dat deze stoornis werd vastgesteld op basis van de afwezigheid van een lichamelijke verklaring en niet op de aanwezigheid van psychische klachten. In DSM-5 is de diagnose opgegaan in de nieuwe diagnose somatisch-symptoomstoornis. Hiervoor is de aanwezigheid van lichamelijke klachten vereist, in combinatie met niet-behulpzame gevoelens, gedachten of gedragingen gerelateerd aan deze klachten.